# Palais en ruines
Palais en ruines est un tableau réalisé par le peintre belge Paul Delvaux en 1935. Cette huile sur toile représentant un palais en ruines est la première œuvre surréaliste de l'artiste. Partie d'une collection privée, elle se trouve en dépôt au musée d'Ixelles, à Bruxelles.

## Expositions
- Giorgio de Chirico, aux origines du surréalisme belge. René Magritte, Paul Delvaux, Jane Graverol, Beaux-Arts Mons, Mons, 2019 — no 22, p. 93.